# Халид III бин Мухаммад аль-Касими
Шейх Халид бин Мухаммед Аль-Касими (1927, Шарджа — 24 января 1972, Шарджа) — эмир эмирата Шарджа (24 июня 1965 — 24 января 1972).

## Биография
Представитель династии Аль-Касими. Сын Шейха Мухаммеда бин Сакра II бин Халида Аль-Касими. Шейх Халид стал правителем эмирата Шарджа после изгнания своего двоюродного брата Шейха Сакра ибн Султана Аль-Касими (1951—1965), который был смещен с поста правителя Шарджи с единогласного согласия правящей семьи. Его статус правителя был подтвержден Уильямом Люсом, британским резидентом в Бахрейне, 25 июня 1965 года . Спокойный и скромный человек, Халид впервые создал официальную полицию в Шардже, а также должен был играть ключевую роль в качестве участника переговоров и соглашений, которые привели к созданию Объединенных Арабских Эмиратов 2 декабря 1971 года.
Он также был ответственен за разрушение форта Шарджа, в попытке искупить память Сакра. Снос был прерван его братом Султаном, который сохранил многие светильники и сделал чертежи здания. Прибыв слишком поздно, чтобы спасти большую часть форта, он тем не менее убедил брата прекратить разрушение. Все, что осталось, — это единственная башня, Аль-Кубс, также называемая «Бурдж». Примерно двадцать лет спустя шейх Султан полностью — и добросовестно — восстановил крепость.
24 января 1972 года Сакр ибн Султан вернулся в Шарджу из Египта, куда он был сослан, вместе с несколькими наемниками и захватил власть в результате попытки государственного переворота. Группа вторглась во дворец правителя примерно в 2.30 пополудни, получив сообщения о стрельбе и взрывах гранат на территории дворца. Осажденный силами обороны Союза, прибывшими часом позднее, Сакр ибн Султан в конце концов сдался ранним утром 25 января министру обороны ОАЭ шейху Мухаммеду бен Рашиду Аль-Мактуму. Однако шейх Халид был убит в ходе этой акции.
В 1972 году шейха Халида сменил на посту правителя Шарджи его брат Шейх Султан ибн Мухаммад аль-Касими.